# Johannes Albig
Johannes Albig (* 1. Mai 1983 in Oldenburg (Oldb)) ist ein deutscher Politiker und politischer Beamter (Bündnis 90/Die Grünen). Seit Ende Juni 2022 fungiert er als Staatssekretär im Ministerium für Soziales, Jugend, Familie, Senioren, Integration und Gleichstellung des Landes Schleswig-Holstein.

## Leben
Albig absolvierte ein Psychologiestudium und war nach dem Abschluss dieses Studiums von 2011 bis 2019 in der Jugendhilfe tätig. Er ist Mitglied von Bündnis 90/Die Grünen und war von 2016 bis 2019 im Kieler Kreisvorstand der Partei tätig. Ab Juli 2016 war er zunächst neben Angelika Oschmann, später neben Swaantje Bennecke, Teil der Doppelspitze des Kreisvorstands. Im Juni 2019 gab er seinen Rückzug vom Amt zu Ende Juli bekannt. Ab 2019 war er als Referatsleiter der Dezernentin für Bildung, Jugend, Kultur und Kreative Stadt in der Kieler Stadtverwaltung tätig. Im Zuge der Bildung des Kabinetts Günther II wurde Albig Ende Juni 2022 zum Staatssekretär des von Ministerin Aminata Touré geleiteten und mit neuem Ressortzuschnitt versehenen Ministeriums für Soziales, Jugend, Familie, Senioren, Integration und Gleichstellung des Landes Schleswig-Holstein berufen. Er folgte damit auf Matthias Badenhop.
Albig ist verheiratet und Vater von drei Kindern.